# Kingsville (Texas)
Pour les articles homonymes, voir Kingsville.
La ville de Kingsville est le siège du comté de Kleberg, dans l’État du Texas, aux États-Unis. Sa population s’élevait à 26 213 habitants lors du recensement de 2010, estimée à 26 071 habitants en 2016.

## Source
- (en) Cet article est partiellement ou en totalité issu de l’article de Wikipédia en anglais intitulé « Kingsville, Texas » (voir la liste des auteurs).